# Спасение болгарских евреев
Спасение болгарских евреев (болг. Спасяване на евреите в България) — эпизод в истории Болгарии во время Второй мировой войны, когда с 1943 по 1945 годы праведниками мира и неравнодушными были спасены от истребления около 50 тысяч болгарских евреев.
В числе организаторов спасения евреев выступили Димитр Пешев, экзарх Болгарский Стефан и митрополит Пловдивский Кирилл. Они убедили царя Бориса III остановить выдачу болгарских евреев немцам. Запрет на депортации евреев вступил в силу 10 марта 1943 года. Поступок болгарских властей широко почитается в мире, особую благодарность высказал президент Израиля Шимон Перес.

## Предыстория
Болгария была союзницей Германии в блоке стран Оси, и формально Борис III вынужден был исполнять все требования Адольфа Гитлера для получения дальнейшей помощи и поддержки от Германии. В Болгарии в 1930-е и 1940-е годы усилились радикальные и антисемитские настроения, в правительстве Болгарии значительную долю постов занимали сторонники радикальных партий. Один из них, премьер-министр Богдан Филов, 8 октября 1940 года подписал «Закон о защите нации», ограничивший в правах евреев, а министр внутренних дел Александр Белев оказался причастен к депортации 11 тысяч евреев из оккупированной греческой Фракии и Вардарской Македонии в Треблинку. 22 февраля 1943 года Белев заключил секретное соглашение с гаупштурмфюрером СС Теодором Даннекером о тайной депортации евреев из этих регионов «на заселение в области Восточной Германии», которую осуществляла бы непосредственно Германия. В ночь с 3 на 4 марта 1943 года евреи греческой Фракии, Восточной Македонии и сербского Пирота были увезены на поезде в Лом через Дунай, затем отправлены по Дунаю в Вену, а оттуда направлены в Треблинку. 15 марта почти все из них были казнены: от смерти спаслось около десятка.
Однако в болгарском правительстве всё же был раскол по еврейскому вопросу: Болгарская православная церковь и интеллигенция осуждали гонения на евреев, а вскоре и общественное мнение стало противоречить позиции правительства. В связи с этим стараниями правительства в болгарском обществе стала усиливаться антиеврейская пропаганда. В январе 1942 года Германия объявила на Ванзейской конференции о планах окончательного решения еврейского вопроса, предусматривавших создание «лагерей смерти» и истребление всех, кто был туда отправлен. В июне 1942 году в Болгарии был образован Комиссариат по еврейским проблемам, который 29 августа 1942 года возглавил министр внутренних дел Белев. Комиссариат обещал немцам доставить 20 тысяч евреев с территории Фракии и Македонии и конфисковать всё их имущество, однако по итогам проверок болгарские чиновники не нашли достаточного числа евреев и вынуждены были арестовать 8 тысяч евреев, живших на территории довоенной Болгарии. Это создавало предпосылки для массовых депортаций евреев в Германию, начиная с марта 1943 года.

## Спасение
Предложенный Белевым закон о защите нации, принятый Национальным собранием в январе 1941 года, послужил поводом для эскалации антиеврейской политики. Уже с ноября этого года начались массовые аресты евреев для подготовки их депортации в Германию, в ответ на что религиозные деятели и деятели культуры завалили болгарское правительство открытыми письмами и протестными заявлениями. После долгих споров Борис III вынужден был отменить решение о депортации евреев. Инициатором спасения стал Димитр Пешев, поддержку со стороны церкви оказали митрополиты Кирилл и Стефан.
Многие болгарские политики изначально поддерживали антиеврейские законы. Пешев выступал за сохранение законов, но при этом против депортации евреев в Германию. Болгарское правительство не предоставляло защиты евреям на временно оккупированной территории Македонии и Фракии, поэтому против действий Белева по высылке евреев из Македонии и Фракии в Треблинку не выступил никто, пока не стало известно о том, что Белев решил выслать в Германию 20 тысяч коренных болгарских евреев. Борис III официально также не говорил ничего о защите еврейского населения. Тем не менее протесты по всей стране с участием обычных граждан, которые блокировали «поезда Холокоста», ложась на рельсы, вынудили Бориса III прекратить депортации. Адольф Эйхман и Адольф Гитлер получили официальный ответ от Бориса III, что Болгарии нужны еврейские рабочие для строительства железных дорог и прочей инфраструктуры: Борис III действительно официально включил евреев в специальные строительные отряды.

## Память
В 2013 году в память о спасении евреев участок улицы у посольства Болгарии в США был переименован в «Димитр Пешев Плаза». 10 марта 2016 года, день 73-летия со дня принятия спасительного для евреев решения, был объявлен Днём памяти Холокоста в Болгарии.
В Пловдиве, Бургасе, Софии, Варне, Видине стоят знаки памяти и благодарности болгарскому народу за спасение евреев.